# 真平王

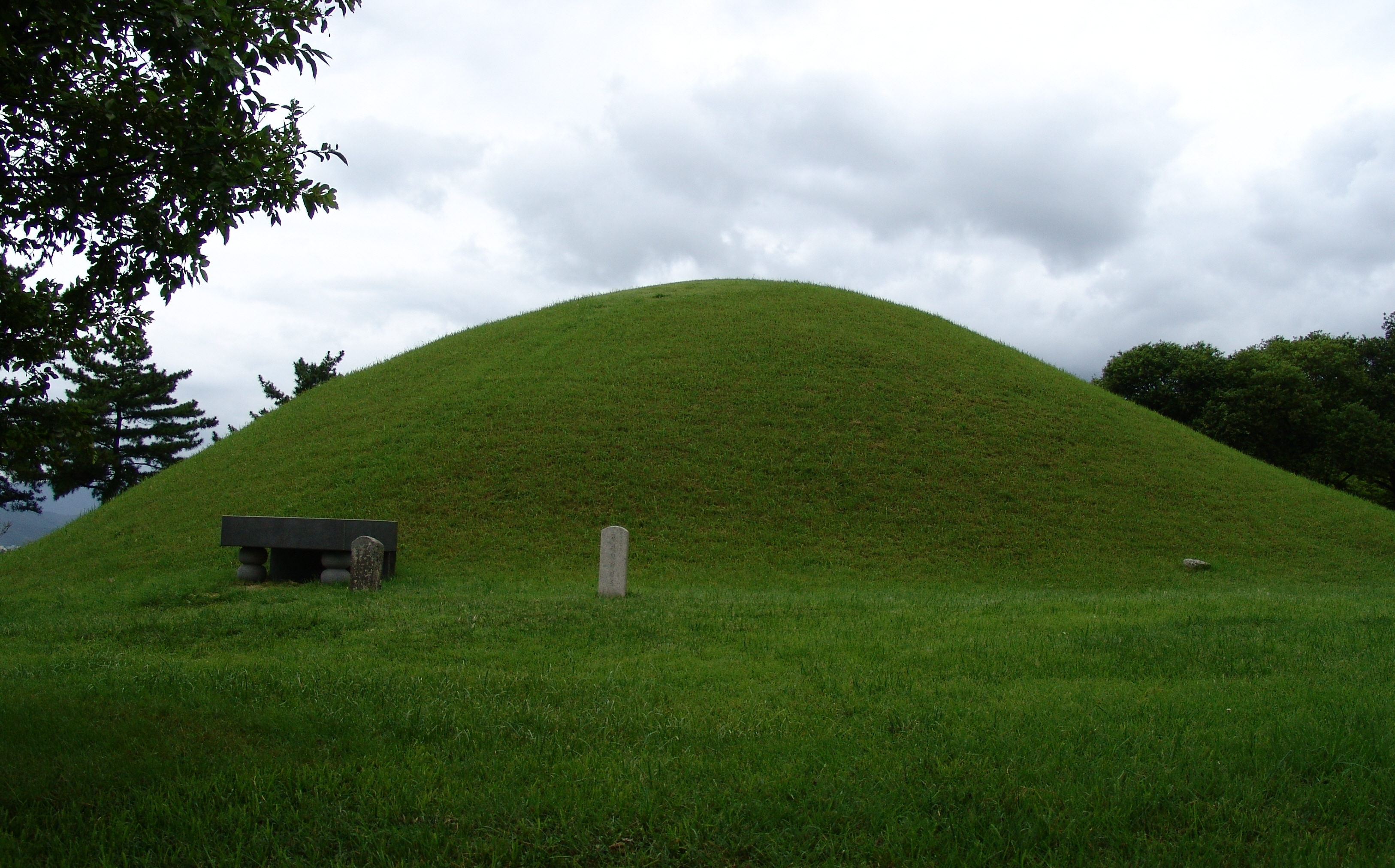
位于韩国庆尚北道庆州的真平王墓

真平王（567？—632年），姓金名伯淨，是新羅國的第26代君主。真興王孫，真智王侄。元年（陳太建十一年）八月封同母弟金伯飯爲真正葛文王，金國飯爲真安葛文王。六年二月改元建福，八年置禮部，他在位時期建立和完善各種新羅官制，在位五十四年，諡真平，無嫡嗣子，嫡长女善德王繼位。
在位建立花郎，由報良法師創立。 
624年受唐高祖冊封為樂浪郡王、新羅王。

## 家庭
- 祖父：真興王（立宗葛文王與只召太后之子）
- 祖母：思道王后（朴英失與玉珍宮主之女）
- 外祖父：立宗葛文王（智證王與延帝夫人之次子）
- 外祖母：只召太后（法興王與保道王后之女）
- 父：銅輪太子（真興王33年卒）
- 母：萬呼夫人（真興王的妹妹）
- 元配摩耶夫人金氏：葛文王金福勝與松華公主之女
  - 善德女王金德曼：新羅第27代王
  - 天明夫人：文興葛文王金龍春之妻
    - 武烈王金春秋

  - 善花公主：《三國遺事》記載為真平王之三女，後來成為百濟武王的妻子，但也有學者認為善花公主並不存在，係虛構人物。
    - 百濟义慈王

  - 天花公主：文興葛文王金龍春之妻，但也有學者認為善花公主並不存在，係虛構人物。

- 繼室僧滿夫人孫氏：《三國史記》裡並沒有此位王妃的紀錄，僅《三國遺事》和《花郎世記》提到她的存在，因此其真實性無從證實。
  - 王子：（夭折）
- 後宮宝明宮主：(立宗葛文王与只召太后的女儿。真興王、萬呼太后的姐妹。)
  - 良明公主（美室之子宝宗的正妻）
    - 宝良宮主 薛氏
    - 宝羅宮主 薛氏（武烈王的第一任妻子)
    - 長明公（父亲是第17代風月主 廉長）
    - 良図公（第22代風月主。父亲是第11代風月主夏宗之子毛宗）
- 後宮美室玺主
  - 宝華公主
    - 善品（第21代風月主。第30代文武王的王妃慈儀王后的父亲）
- 後宮宝良宮主 薛氏(外孙女。由于僧满夫人的嫉妒心被赶出王宫。)
  - 宝路殿君(娶金庾信的女儿酌光)
- 後宮太陽公主(真興王和思道王后的女儿)
  - 太元殿君
  - 好元殿君
- 後宮蘭若公主(真興王和美室玺主的女儿)
  - 雨若公主
    - 吴起（第28代風月主。父亲是第20代風月主 礼元）
- 後宮昔明公主(真智王和宝明宮主的女儿)
- 後宮龍明公主(真興王和智道王后的女儿)
- 後宮花明娘主(第4代風月主 二花郎和叔明公主(萬呼太后的姐妹)的女儿)
- 後宮玉明娘主(第4代風月主 二花郎和叔明公主(萬呼太后的姐妹)的女儿)